# Benedictinas del Rey Eucarístico
La Congregación de Hermanas Benedictinas del Rey Eucarístico (oficialmente en inglés: Congregation of Benedictine Sisters of the Eucharistic King) es una congregación religiosa católica femenina de vida apostólica y de derecho pontificio, fundada por la religiosa alemana Edeltrude Danner, en Baguio City (Filipinas), en 1931. A las religiosas de este instituto se les conoce como benedictinas del Rey Eucarístico y posponen a sus nombres las siglas O.S.B..

## Historia
La congregación fue fundada por la religiosa alemana Edeltraud Danner, de las Benedictinas Misioneras de Tutzing, quien con el permiso de la Santa Sede, dejó su instituto, en 1931, para fundar un monasterio benedictino en Baguio City, en la diócesis de Nueva Segovia (Filipinas), en 1931. En la nueva comunidad combinará las actividades apostólicas con la vida contemplativa.

## Organización
La Congregación de Hermanas Benedictinas del Rey Eucarístico es un instituto religioso pontificio centralizado, cuyo gobierno es ejercido por una priora general. La sede central se encuentra en Cubao (Filipinas).(Francia).
Las benedictinas del Rey Eucarístico se dedican a diversas actividades apostólicas, entre las que destacan la educación, la asistencia a los inválidos, la pastoral penitenciaria, entre otras. En cada una de estas actividades, según sus Constituciones, intentan poner en práctica el lema de la congregación "que en todas las cosas, Dios sea glorificado". Viven según la Regla de San Benito y pertenecen a la Confederación Benedictina. En 2015, el número de religiosas en el mundo llegaba a 160, distribuidas en 9 monasterios, presentes en Alemania, Bélgica, Filipinas e Israel.